# Condado de Dare
El condado de Dare (en inglés: Dare County, North Carolina), fundado en 1871, es uno de los 100 condados del estado estadounidense de Carolina del Norte. En el año 2000 tenía una población de 29 967 habitantes con densidad poblacional de 30 personas por km². La sede del condado es Manteo.

## Geografía
Según la Oficina del Censo, el condado tiene un área total de 4046 km² (1562,2 mi²), de la cual 995 km² (384,2 mi²) es tierra y 3051 km² (1178,0 mi²) es agua.
El Condado de Dare incluye la mitad norte de la Outer Banks.

### Municipios
El condado se divide en seis municipios: 
Municipio de Atlantic, Municipio de Croatan, Municipio de East Lake, Municipio de Hatteras, Municipio de Kinnakeet y Municipio de Nags Head.

### Condados adyacentes
- Condado de Currituck (norte)
- Condado de Hyde (suroeste)
- Condado de Tyrrell (oeste)

### Área Nacional Protegida
- Río Alligator Refugio de Vida Silvestre (parte)
- Cabo Hatteras National Seashore (parte)
- Sitio Histórico Nacional Fort Raleigh
- Isla Pea Refugio Nacional de Vida Silvestre
- Memorial Nacional Hermanos Wright

## Demografía
En el 2000 la renta per cápita promedia del condado era de $42 411, y el ingreso promedio para una familia era de $49 302. El ingreso per cápita para el condado era de $23 614. En 2000 los hombres tenían un ingreso per cápita de $31 240 contra $24 318 para las mujeres. Alrededor del 8.0% de la población estaba bajo el umbral de pobreza nacional.

## Lugares

### Ciudades, pueblos

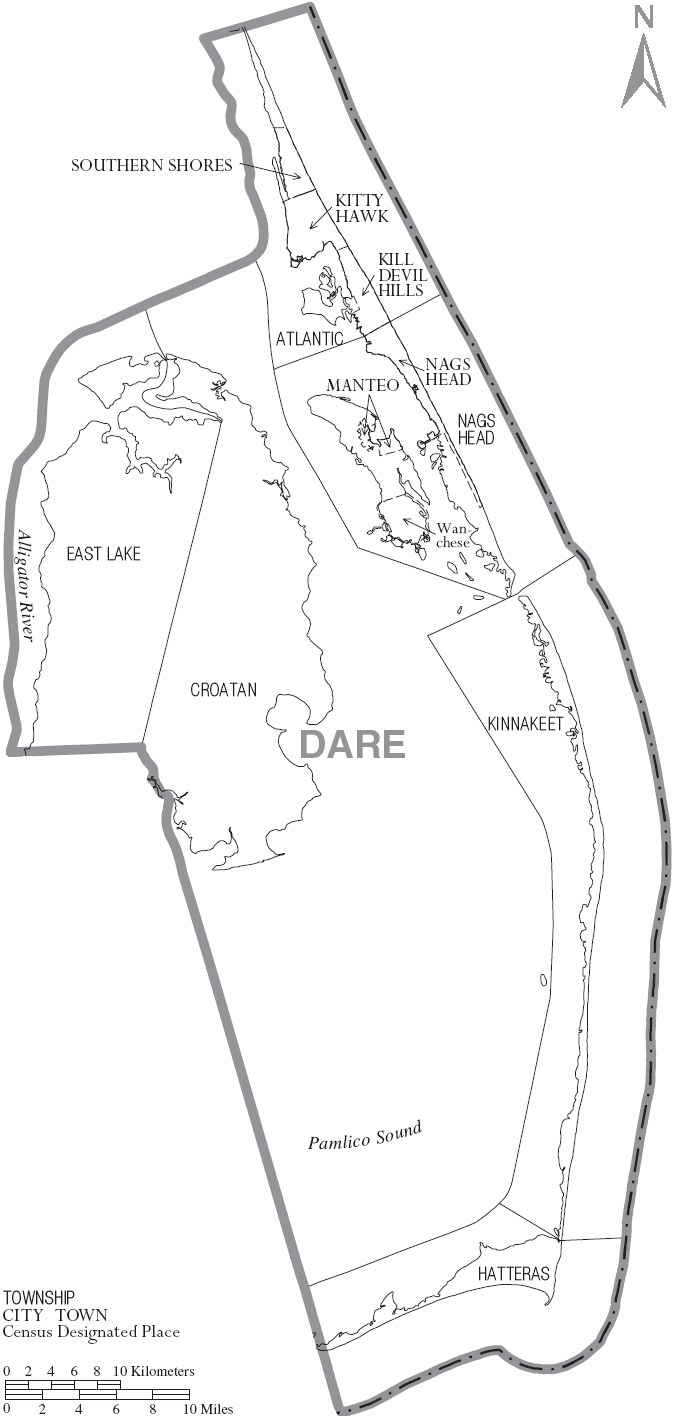
Mapa del Condado de Dare (Carolina del Norte) con el municipio de etiquetas y Municipal

- Duck
- Kill Devil Hills
- Kitty Hawk
- Manteo
- Nags Head
- Southern Shores

### Comunidades no incorporadas
- Avon
- Buxton
- Colington
- East Lake
- Frisco
- Hatteras
- Manns Harbor
- Roanoke Island
- Rodanthe
- Salvo
- Stumpy Point
- Wanchese
- Waves